# Juncus nepalicus
Juncus nepalicus är en tågväxtart som beskrevs av Miyam. och Hideaki Ohba. Juncus nepalicus ingår i släktet tåg, och familjen tågväxter. Inga underarter finns listade i Catalogue of Life.